# Нильская экспедиция

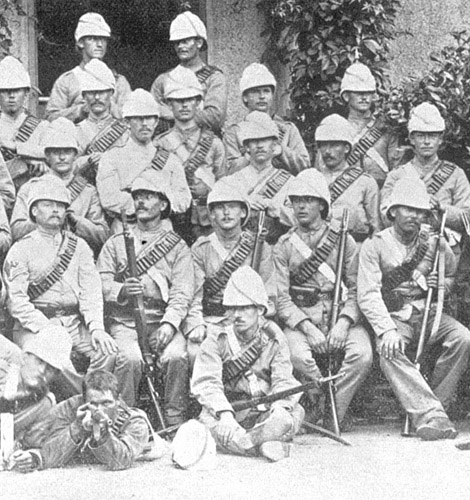
11-й гусарский полк в составе экспедиции по спасению Гордона

Нильская экспедиция, иногда называемая Экспедицией по спасению Гордона (1884—1885) — британская военная миссия для освобождения генерал-майора Чарльза Джорджа Гордона в Хартуме, Судан. Гордон был отправлен в Судан, чтобы помочь египтянам вывести свои гарнизоны после того, как британцы решили отказаться от Судана перед лицом восстания, возглавляемого самопровозглашенным Махди, Мухаммадом Ахмадом. Контингент канадцев был завербован, чтобы помочь британцам управлять своими небольшими судами вверх по реке Нил. Нильская экспедиция стала первой зарубежной экспедицией канадцев в британском имперском конфликте, хотя нильские гребцы были гражданскими служащими и не носили униформу.

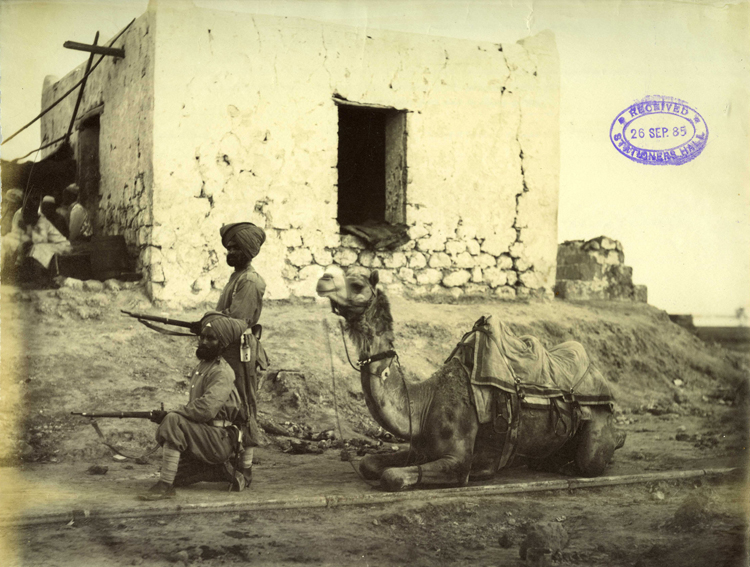
Фотография верблюжьего корпуса, 2 сикха наготове. Фотография Феличе Беато, 1884/85 гг.

Экспедицией командовал Гарнет Уолсли. После того как командующий Герберт Стюарт был смертельно ранен, бригадный генерал Чарльз Уильям Вильсон принял командование передовым отрядом численностью около 1400 человек. Небольшая часть Пустынной колонны Вильсона достигла Хартума на двух нильских пароходах во второй половине дня 28 января 1885 года. Она прибыла на два дня позже: Хартум был захвачен махдистами рано утром 26 января. Весь гарнизон вместе с Гордоном и 4000 гражданских лиц были убиты.
Вильсон впоследствии подвергся критике за задержку с отплытием в Хартум, при этом Уолсли заявил, что Вильсон «потерял всякое самообладание, которое когда-либо имел». Другие источники, однако, распространяют вину, в частности, на Уолсли. Общественность в Англии также обвиняла премьер-министра Уильяма Гладстона в том, что он не предпринял шагов для снятия осады Хартума, и некоторые историки возлагают ответственность на генерал-майора Гордона, поскольку он отказался от приказа об эвакуации, пока это ещё было возможно.

## Предыстория
Не желая ввязываться в дорогостоящее подавление восстания, возглавляемого Мухаммедом Ахмедом, Великобритания приказала Египту отказаться от управления Суданом в декабре 1883 года. Британское правительство попросило генерала Гордона, бывшего генерал-губернатора Судана, отправиться в Хартум и помочь в эвакуации египетских солдат, гражданских служащих и их семей. Выехав из Лондона, генерал Гордон прибыл в Хартум 18 февраля 1884 года. Он немедленно начал отправлять женщин, детей и раненых солдат обратно в Египет, поскольку военная ситуация в Судане ухудшалась, и югу страны грозило отрезание от Египта армией махдистов. Британия вывела свои войска из Судана, пока Хартум не стал последним оставшимся форпостом под британским контролем.
Гордон не согласился с решением британского правительства отказаться от Судана. Он считал, что махдистов необходимо разгромить из-за опасений, что они в конечном итоге могут захватить Египет. Он основывал это на заявлении Махди о господстве над всеми исламскими землями. Вопреки приказам британского правительства об отступлении, генерал Гордон, возглавив гарнизон из 6000 человек, начал оборону Хартума. 18 марта 1884 года армия махдистов начала осаду города. Повстанцы остановили речное движение и перерезали телеграфную линию в Каир. Хартум был отрезан от снабжения, что привело к нехватке продовольствия, но все еще мог связываться с внешним миром с помощью гонцов. Под давлением общественности в августе 1884 года британское правительство решило изменить свою политику и отправить спасательный отряд в Хартум.

## Организация спасательного отряда
Экспедиция была передана под командование генерала Гарнета Уолсли, который служил в Крымской войне, Канаде, Золотом Берегу и Южноафриканских войнах. Экспедиция состояла из двух офицеров и 43 солдат из каждого британского легкокавалерийского полка.
Уолсли решил, что лучшим способом добраться до Хартума будет подъем по Нилу. Основываясь на своем положительном опыте работы с ними во время своей экспедиции вдоль Ред-Ривер к Форт-Гарри (ныне Виннипег) в 1869–1870 годах для подавления восстания Ред-Ривер, Уолсли обратился к генерал-губернатору Канады, маркизу Лансдауну, с вопросом, возможно ли завербовать контингент канадских гребцов, чтобы помочь ему ориентироваться на Ниле. Он попросил, чтобы ими командовал подполковник Фредерик С. Денисон, который служил адъютантом Уолсли во время экспедиции Ред-Ривер. Премьер-министр Канады, Джон А. Макдональд, не возражал, как только его заверили, что гребцы были добровольцами и будут оплачиваться британцами. Денисон согласился, и 15 сентября 1884 года, всего через 24 дня после получения запроса, 386 гребцов отплыли в Египет.
Канадцы были известны в то время как нильские гребцы. Поскольку традиционная роль гребца угасала, большинство из них ранее работали, помогая транспортировать бревна вниз по рекам, таким как Оттава, Гатино и Сагеней.
Восемьдесят шесть гребцов были членами первых наций Канады, в основном кагнавага, ответвления от мохоков и оджибве. (Участие этих коренных жителей было описано в книге 1885 года "Наши кагнаваги в Египте: повествование о том, что было увидено и сделано контингентом североамериканских индейских гребцов, которые возглавили британскую лодочную экспедицию..." Луи Джексона.)

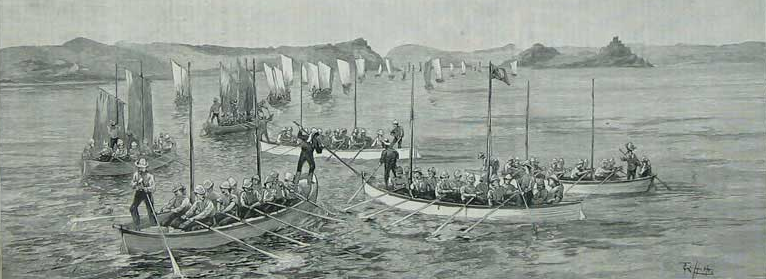
Нильская экспедиция по спасению Гордона

## Экспедиция
7 октября 1884 года канадцы прибыли в Александрия на парусном корабле и направились вверх по Нилу, используя комбинацию мелкосидящих паровых катеров и поездов. 26 октября 1884 года канадцы встретились с Уолсли и его отрядом из 5400 солдат в Вади-Хальфа. К ноябрю объединенные силы достигли первого из шести порогов и начали подниматься по порогам. Продвижение экспедиции на юг ускорилось благодаря опытным гребцам, управлявшим лодками. Лодки, которые выбрал Уолсли, были модифицированными китобойными судами Королевского флота. Они были почти 10 метров (33 футов) в длину, 2 метра (Шаблон:Convert/LoffAonSoffAnd) в ширину и ,75 метра (Шаблон:Convert/LoffAonSoffAnd) в глубину, и были оснащены двенадцатью веслами, двумя мачтами и съемным рулем. Лодки вмещали дюжину человек вместе с грузом, достаточным для их снабжения на сто дней.
В середине ноября экспедиция получила известие от генерала Гордона о том, что он сможет выдержать осаду еще только сорок дней. Понимая, что время для генерала Гордона в Хартуме истекает, Уолсли разделил свои силы на две колонны. Он отправил Пустынную колонну из 1400 человек на верблюдах по 280-километровой короткой дороге из Корти через Баюдскую пустыню в Метемму, где они должны были соединиться с пароходами Гордона, ожидавшими их (избегая Большого изгиба Нила).
Пустынная колонна подверглась нападению махдистов при Абу-Клеа и Абу-Кру, но оба раза отбила атаки повстанцев и достигла Нила возле Метеммы, где соединилась с пароходами Гордона.
Остальные 6000 солдат продолжили путь вверх по реке. Продвижение вверх по реке было медленным, и часто лодки приходилось тянуть через пороги на веревке с берега. В нескольких местах сила течения требовала, чтобы несколько экипажей тянули одну лодку. Они остановились на методе размещения гребцов на сложных участках вдоль реки, чтобы каждая группа ознакомилась с определенным участком воды.
Шестимесячные контракты канадцев скоро должны были истечь, и им предложили повторно поступить на службу. Хотя им предлагали щедрые стимулы, только 86 гребцов, включая их командира Денисона, подписали контракт на второй шестимесячный срок. Остальные предпочли вернуться в Канаду, надеясь успеть к весеннему сезону лесозаготовок. Это не остановило экспедицию, так как худшая часть реки уже была позади, а меньшее количество солдат, путешествующих по реке, уменьшило потребность в канадцах. Денисон и его люди продолжали управлять небольшими лодками вверх по реке.
Последняя запись генерала Гордона в его дневнике от 14 декабря 1884 года гласила: “Теперь заметьте это, если Экспедиционный корпус, и я прошу не более 200 человек, не прибудет через десять дней, город может пасть; и я сделал все возможное для чести нашей страны. Прощайте.” 
26 января 1885 года Хартум пал под натиском армии махдистов численностью 50 000 человек. В это время года Нил был достаточно мелким, чтобы его можно было перейти вброд, и махдисты смогли прорвать оборону города, атаковав слабозащищенные подходы со стороны реки. Весь гарнизон был перебит, включая генерала Гордона. Его голову отрезали и доставили Махди.
Два дня спустя два вооруженных парохода Гордона, буксировавшие несколько местных лодок, флотилия, перевозившая около 140 британских и туземных солдат, приблизились к городу. Удрученный видом падения города, полковник Чарльз Уильям Вильсон, командующий на месте, приказал своей флотилии развернуться и вернуться вниз по реке к Метемме. Это было самое близкое расстояние, на которое колонна помощи приблизилась к Хартуму.

## После падения Хартума
Воодушевленные своей победой при осаде Хартума, махдисты сопротивлялись попыткам британцев форсировать Нил. Это включало, 10 февраля 1885 года, оборону махдистами укрепленного пункта при Кирбекане, который, как они надеялись, помешает главной британской колонне, все еще поднимающейся по реке. Эти военные операции происходили примерно через две недели после падения Хартума и более раннего взгляда бригадира Вильсона на павший город со своего парохода. При Кирбекане, хотя британцы успешно захватили позицию, британский командующий генерал Уильям Эрл был убит ближе к концу атаки.
Падение Хартума и массовое убийство всех внутри привели к различным сообщениям между Уолсли и Лондоном. Показательно, что 7 февраля 1885 года, за три дня до битвы при Кирбекане, Лондон сообщил Уолсли, что он не должен предпринимать никаких обратных шагов вниз по Нилу в Египет. Сам Уолсли, однако, был обеспокоен тем, что после падения Хартума ему не хватает достаточной военной силы, чтобы подчинить себе Махди. Это привело к рассмотрению оперативной паузы, которая должна была продлиться несколько месяцев в течение суданского лета, что могло позволить собрать свежие британские подкрепления в Египте и позже отправить их вверх по реке к Уолсли.
Пенджинский инцидент 29 марта 1885 года, инициированный Россией в южно-центральной Азии, дал британскому правительству достаточный повод для спасительного вывода сил Уолсли в Египет, а затем домой, тем самым положив конец любым дальнейшим обязательствам в регионе, в том числе на побережье в Суакин. С падением Хартума и последующим выводом последних британских войск в окрестностях верхнего Нила Мухаммад Ахмад контролировал весь Судан, что позволило ему создать исламское государство, управляемое законами шариата. Он умер менее чем через шесть месяцев. Его государство пережило его, но Судан был вновь завоеван британцами в кампании с 1895 по 1898 год под руководством лорда Киченера.

## Наследие
17 апреля 1885 года канадский контингент отплыл из Александрии домой. Шестнадцать канадцев погибли в экспедиции. Они увековечены в Башне Мира Канады, которая чествует всех канадцев, погибших на войне. Уолсли написал письмо генерал-губернатору Канады, восхваляя службу канадцев, а британский парламент принял постановление, поблагодарив их за их усилия.
Сборник записей об экспедиции был составлен и отредактирован Ч.П. Стейси и опубликован Обществом Шамплейн в 1959 году.
Среди журналистов, освещавших экспедицию, был Чарльз Льюис Шоу, работавший в газете Winnipeg Times и опубликовавший отчет в своей книге Нильский гребец.
Мемориальная доска "Нильские гребцы 1884–85" была установлена на смотровой площадке Китчиссиппи на Айленд-Парк-Драйв к западу от моста Шамплейн в 1966 году.
Нильская экспедиция и забота о благополучии жен и детей солдат дома непосредственно привели к вмешательству майора Джеймса Гилдеа из Королевского Уорикширского полка, который написал резкое письмо в The Times в феврале 1885 года с призывом о сборе средств и добровольцев для заботы о несчастных семьях, оставшихся дома. Был создан фонд для предоставления пособий и основана благотворительная организация SSAFA для вооруженных сил.

## В популярной культуре
Ланс-капрал Джонс в телевизионном ситкоме Папашина армия утверждал, что участвовал в англо-египетском вторжении в Судан в 1896–1899 годах и Нильской экспедиции.

## Внешние ссылки
Boileau, John, Voyageurs on the Nile Архивировано 26 апреля 2007 года., Legion Magazine, January/February 2004. Accessed: 4 April 2007
MacLaren, Roy Nile Expedition, Canadian Encyclopedia Accessed: 4 April 2007
McGinnis Schulze, Lorine Nile Expedition, Canadian Military History Project Accessed: 4 April 2007
The Nile Expedition, 1884–85, Canadian Military Heritage Архивировано 15 сентября 2008 года. Accessed: 4 April 2007
The National Maritime Museum, UK Accessed: 4 April 2007
Various Records of the Nile Expedition compiled and edited by C.P. Stacey, Published by the Champlain Society, 1959.